# 旗帜 (纪录片)
旗帜是中国中央电视台因应中国共产党成立90周年纪念所制作的一部电视纪录片，该片于2011年6月19日至6月28日北京时间20时至20时45分，在中国中央电视台综合频道播映。

## 各集内容
- 第1集：《开天辟地》
- 第2集：《浴血奋斗》
- 第3集：《建国创业》
- 第4集：《艰辛探索》
- 第5集：《历史转折》
- 第6集：《滚滚春潮》
- 第7集：《扬帆沧海》
- 第8集：《世纪跨越》
- 第9集：《发展新篇》
- 第10集：《阔步前进》